# Victor Dubourg de La Cassagne
Pour les articles homonymes, voir Dubourg.
Victor Dubourg de La Cassagne est un écrivain français, né à Espalion en 1715 et mort au mont Saint-Michel le 26 août 1746.

## Biographie
Il est issu d'une famille noble et catholique originaire du Rouergue. Après des études de belles-lettres à Toulouse, il embrasse la carrière d'homme de lettres. Il est l'auteur des œuvres suivantes :
- Esquisse de Traité de l'histoire universelle ;
- Mémoires de la comtesse*** ;
- Lettres tartares ;
- deux tragédies, Montézuma et Mérope.

En 1744, il s'installe à Francfort et écrit une satire, Le Mandarin chinois (ou L'Espion chinois), qui est sous forme de lettres publiées hebdomadairement une chronique scandaleuse des monarques de l'Europe. Sur lettre de cachet du 22 août 1745, il est emprisonné dans une cage en fer au Mont Saint-Michel où il meurt un an plus tard à la suite d'une grève de la faim.

## Pour approfondir